# Balduin von Eltz
 Balduin von Eltz (* 1584; † Juni 1636 in Trier) war Landkomtur der Deutschordensballei Lothringen. 

## Leben
Als 40-Jähriger wurde Balduin von Eltz, aus der Linie zu Burg Eltz, 1624 in den Deutschen Orden aufgenommen. In der dazu verfertigten Ahnenprobe sind die Ahnen verzeichnet, darunter: Friedrich von Eltz (Vater; † 1595), Anna von Reifenberg (Mutter), Johanna von Eltz-Pyrmont (Großmutter väterlicherseits), Jost von Drachsdorf (ein Urgroßvater mütterlicherseits) und seine Frau Margarethe, Tochter des Johann Mohr von Leun, Eva von Esch, Philipp, Herr zu Eltz († 1539), Stifter der kurzlebigen Linie Eltz-Pyrmont, und seine Frau Elisabetha von Pyrmont, Erbin von Pyrmont und Ehrenberg, Katharina Schneiss von Grenzau. Eltz war ein Neffe des 1608 verstorbenen ehemaligen Komturs zu Saarbrücken Heinrich Georg von Eltz. Jener hatte am 29. Mai 1582 bei seinem Eintritt in den Deutschen Orden seinen Bruder Friedrich von Eltz (Balduins Vater) und dessen Erben zum Erben eingesetzt. Am 18. Februar 1602 wurde Balduin neben weiteren nahen Verwandten als Erbe im Testament seiner Tante Maria von Eltz, Witwe des Balduin von Gültlingen, genannt. Sein Vater Friedrich war zu diesem Zeitpunkt bereits tot. Aus dem Ehevertrag dieser Tante vom 18. Februar 1577, zwischen ihr und Balduin von Gültlingen, geht hervor, dass Balduins von Eltz' Großvater väterlicherseits der vor 1577 verstorbene Wilhelm von Eltz war.
Im November 1625 findet er erstmalige Erwähnung als Komtur der Kommende Einsiedel, die von 1283 bis Ende des 17. Jahrhunderts zur Ballei Lothringen gehörte. 1631/1632 übernahm von Eltz die Kommende St. Elisabeth in Saarbrücken. Nach dem Tod des Landkomturs Philipp Arnold von Ahr im Oktober 1634 wurde er vorläufig mit der Amtsführung beauftragt.
Im April 1636 wurde ihm die Statthalterschaft durch den Hochmeister Johann Kaspar von Stadion übertragen.